# Boyn Ridge
Boyn Ridge är en bergstopp i Antarktis. Den ligger i Västantarktis. Argentina, Chile och Storbritannien gör anspråk på området. Toppen på Boyn Ridge är 920 meter över havet.
Terrängen runt Boyn Ridge är varierad. Trakten är obefolkad. Det finns inga samhällen i närheten.